# 航空工場検査員
航空工場検査員（こうくうこうじょうけんさいん）とは、航空工場検査官が行う航空機及び航空機用機器の製造若しくは修理の方法の認可等の事務に従事できる者として、航空機又は航空機用機器の製造工場又は修理工場の従業者のうちから経済産業大臣が指名した者。

## 資格要件
- 航空機・航空機用機器の製造・修理に係る許可事業者が実施する航空機・航空機用機器の製造・修理に関する研修を受け、かつ、製造工場・修理工場において三年以上航空機・航空機用機器の製造・修理に関する事務に従事した者。
- 令和元年7月に上記の資格要件に改正された。それまでは航空工場検査員国家試験に合格した者が要件となっていた。

## 根拠法令
航空機製造事業法
　航空機製造事業法施行令
　航空機製造事業法施行規則